# Den stora föreställningen
Den stora föreställningen (engelsk originaltitel: The Great and Secret Show) är en bok från 1989 som är Clive Barkers andra stora episka roman som speglar USA från sina värsta sidor. Boken är den första delen i Trilogin om Konsten. 

## Handling
Hela historien tar sin början i Omaha, Amerikas korsning, där på postkontoret arbetar Randal Jaffe i de döda brevens rum, dvs. brev som av en eller annan anledning inte kan levereras. Dessa brev öppnar Jaffe och rensas från värdesaker för att sedan bränna breven. Men Jaffe hittar inte bara värdesaker och pengar, han hittar information, information om Massan om Konsten och om Havet. Quiddity drömmarnas hav och ön Ephemeris på vilkens stränder den stora föreställningen spelas varje kväll. Jaffe får veta att alla får simma i Quiddity tre gånger; natten då man just fötts, första natten man sover jämte den sanna kärleken, och sista sömnen innan man dör. 
Jaffe ger sig ut på en resa för att hitta korsningarna som informationen leder till, men han hittar inga. Det han finner är Kissoon och Fletcher, Kissoon som är bosatt i en ögla i tiden och kallar sig själv ledaren för Massan. Han försöker ta över Jaffes kropp för att komma ut i den riktiga världen men Jaffe flyr och kommer sedermera i kontakt med Fletcher, en vetenskapsman som efter sitt drogmissbruk fått dåligt rykte. Tillsammans blandar de sina konster, kemi, alkemi och ockultism och skapar Nuncio, vilket är ett elixir som accelererar evolutionen. Fletcher gör tre doser, men Jaffe och Fletcher blir ovänner, när de lyckas båda dricka Nuncio utvecklas de till stridande halvgudar. I sin strid som pågår bland molnen över USA så störtar de till slut i den lilla staden Palomo grove i Kalifornien. På platsen där de störtar uppstår efter en regnstorm en liten sjö dit fyra unga flickor kommer för att bada, de båda fallna halvgudarna våldför sig på flickorna och tre av dem blir gravida och flickorna blir kända som jungfrurnas förbund. Tre barn överlever födseln, Tommy-Ray och Jo-Beth som är tvillingar och Howard. 
Arton år passerar och Howard återvänder till Palomo grove efter att hans mamma dör, den första han möter är Jo-Beth som han blir kär i och hans känslor blir besvarade. Detta är inget som tvillingbrodern Tommy-Ray gillar, en av anledningarna till detta är att han har en incestuös förälskelse i sin syster. Samma natt får Tommy-Ray ett besök från sin far Jaffe som klättrat upp ur jordens djup och uppmanar Tommy att starta ett krig mot Howard. Howard får ett liknande besök av Fletcher men Howard är bara intresserad av Jo-Beth och vill inte bli indragen i något krig. I sammanstötningarna mellan Jaffes och Fletchers avkommor så stiger även Grillo, en journalist från Los Angeles, och hans vän Tessla Bombeck i handlingen och axlar ansvaret för att bekämpa den ondska i form av Iad Uboros som kommer från Quiddity drömmarnas hav.            